# Noah Schnapp
Noah Schnapp (sinh ngày 3 tháng 10 năm 2004) là một diễn viên người Canada-Mỹ. Cậu được biết tới nhiều nhất qua vai diễn Will Byers trong loạt phim truyền hình web khoa học viễn tưởng kinh dị Cậu bé mất tích trên Netflix. Các vai diễn khác của cậu gồm Charlie Brown (lồng tiếng) trong bộ phim hoạt hình Snoopy: The Peanuts Movie và Roger Donovan trong bộ phim chính kịch lịch sử của Steven Spielberg, Bridge of Spies.

## Thời thơ ấu
Schnapp sinh tại Scarsdale, New York, có cha mẹ là Mitchell và Karine Schnapp. Cậu có người chị em song sinh tên là Chloe. Schnapp là người Do Thái, gia đình cậu đến từ Montreal, Quebec, Canada, và do đó cậu có quyền công dân Canada. Đam mê diễn xuất của Schnapp bắt đầu từ lúc 5 tuổi sau khi cậu được xem vở nhạc kịch Broadway Annie. Cậu từng tham gia diễn xuất ở trường và các vở kịch trong cộng đồng. Năm 8 tuổi, giáo viên dạy diễn xuất gợi ý cho cậu bước vào con đường diễn xuất chuyên nghiệp. Cha mẹ của Schnapp đăng ký cho cậu vào một chương trình học diễn xuất tại Westchester's Star Kidz với huấn luyện viên Alyson Isbrandtsen, người sớm giới thiệu cậu cho MKS&D Talent Management.

## Sự nghiệp
Schnapp lồng tiếng cho nhân vật chính Charlie Brown trong bộ phim The Peanuts Movie năm 2015. Vai diễn đầu tiên của Schnapp là trong bộ phim chính kịch lịch sử của Steven Spielberg, Bridge of Spies, cùng với Tom Hanks. Vào năm 2016, Schnapp tham gia thủ vai Will Byers trong mùa thứ nhất của loạt phim giả tưởng kinh dị trên Netflix Stranger Things. Báo cáo cho biết theo như trong hợp đồng, Schnapp đã nhận được 10.000 USD mỗi tập trong mùa 1 của Stranger Things. Cậu cùng các đồng diễn viên trong phim là Finn Wolfhard, Gaten Matarazzo, và Caleb McLaughlin tham gia thi đấu trong một tập của chương trình Lip Sync Battle vào năm 2017. Vai diễn của cậu trở thành vai chính từ mùa thứ hai của Stranger Things, công chiếu ngày 27 tháng 10 năm 2017.

## Danh sách phim

### Phim
| Năm  | Tựa đề                     | Vai                        | Ghi chú             |
| ---- | -------------------------- | -------------------------- | ------------------- |
| 2015 | Bridge of Spies            | Roger Donovan              |                     |
| 2015 | The Peanuts Movie          | Charlie Brown (lồng tiếng) |                     |
| 2016 | The Angry Birds Movie      | Jay (lồng tiếng)           | Không được ghi danh |
| 2016 | The Circle                 | Lucas                      | Phim ngắn           |
| 2017 | We Only Know So Much       | Otis Copeland              | Hậu sản xuất        |
| 2018 | The Legends of Hallowaiian | Kai (lồng tiếng)           | Direct-to-Video     |
| 2019 | Abe                        | Abe                        | Hậu sản xuất        |
| CTB  | Waiting for Anya           | Jo                         | Hậu sản xuất        |
| CTB  | Hubie Halloween            |                            | Đang quay           |

### Truyền hình
| Năm      | Tựa đề          | Vai        | Ghi chú                               |
| -------- | --------------- | ---------- | ------------------------------------- |
| 2016–nay | Stranger Things | Will Byers | Vai phụ (mùa 1) Vai chính (mùa 2-nay) |
| 2018     | Liza on Demand  | Evan       | Tập phim: Pilot                       |

### Video game
| Năm  | Tựa đề                                      | Vai lồng tiếng | Ghi chú |
| ---- | ------------------------------------------- | -------------- | ------- |
| 2015 | The Peanuts Movie: Snoopy's Grand Adventure | Charlie Brown  |         |

### Video âm nhạc
| Năm  | Tựa đề           | Nghệ sĩ             | Ghi chú |
| ---- | ---------------- | ------------------- | ------- |
| 2016 | "LA Devotee"     | Panic! at the Disco |         |
| 2018 | "In My Feelings" | Drake               |         |

## Giải thưởng và đề cử
| Năm  | Giải thưởng                | Hạng mục                                                                                   | Dành cho        | Kết quả   | Tham khảo |
| ---- | -------------------------- | ------------------------------------------------------------------------------------------ | --------------- | --------- | --------- |
| 2017 | Young Artist Awards        | Best Performance in a Digital TV Series or Film – Young Actor                              | Stranger Things | Đề cử     | [ 20 ]    |
| 2017 | Screen Actors Guild Awards | Outstanding Performance by an Ensemble in a Drama Series                                   | Stranger Things | Đoạt giải | [ 21 ]    |
| 2018 | Screen Actors Guild Awards | Outstanding Performance by an Ensemble in a Drama Series                                   | Stranger Things | Đề cử     | [ 22 ]    |
| 2018 | Gold Derby Awards          | Best Drama Supporting Actor                                                                | Stranger Things | Đề cử     | [ 23 ]    |
| 2018 | Gold Derby Awards          | Best Breakthrough Performer of the Year                                                    | Stranger Things | Đề cử     | [ 23 ]    |
| 2018 | MTV Movie & TV Awards      | Best Frightened Performance                                                                | Stranger Things | Đoạt giải | [ 24 ]    |
| 2018 | MTV Movie & TV Awards      | Best On-Screen Team (with Gaten Matarazzo, Finn Wolfhard, Caleb McLaughlin and Sadie Sink) | Stranger Things | Đề cử     | [ 25 ]    |
| 2019 | Teen Choice Awards         | Choice Summer TV Actor                                                                     | Stranger Things | Đoạt giải | [ 26 ]    |